# Зона турбулентного режиму

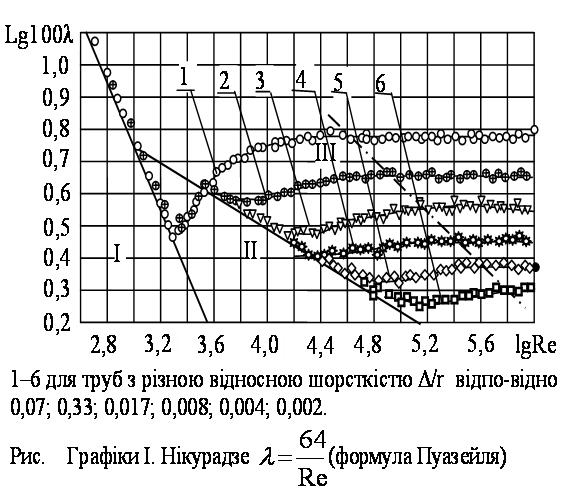

Зона турбулентного режиму (рос. зона турбулентного режима; англ. turbulent regime zone; нім. Wirbelstromzone f) — зона опору, що відповідає турбулентному рухові, при якому втрати напору по довжині hl прямо пропорційні середній швидкості V в степені m:
hl = h(l) (Vm)
де m — коефіцієнт більший за 1.